# Kozue Andoová
Kozue Andoová (japonsky 安藤 梢, * 9. července 1982 Ucunomija) je japonská fotbalistka.

## Reprezentační kariéra
Za japonskou reprezentaci v letech 1999 až 2015 odehrála 126 reprezentačních utkání. Byla členkou japonské reprezentace i na Mistrovství světa ve fotbale žen 1999, 2007, 2011, 2015 a Letních olympijských hrách 2004, 2008 a 2012.

## Statistiky
| Japonsko | Japonsko | Japonsko |
| Roky     | Záp.     | Góly     |
| -------- | -------- | -------- |
| 1999     | 1        | 0        |
| 2000     | 5        | 0        |
| 2001     | 0        | 0        |
| 2002     | 5        | 0        |
| 2003     | 1        | 2        |
| 2004     | 6        | 1        |
| 2005     | 9        | 1        |
| 2006     | 16       | 3        |
| 2007     | 9        | 0        |
| 2008     | 16       | 3        |
| 2009     | 3        | 1        |
| 2010     | 8        | 6        |
| 2011     | 18       | 0        |
| 2012     | 13       | 0        |
| 2013     | 5        | 1        |
| 2014     | 4        | 0        |
| 2015     | 7        | 1        |
| Celkem   | 126      | 19       |

## Úspěchy

### Reprezentační
- Letní olympijské hry:  2012
- Mistrovství světa:  2011;  2015
- Mistrovství Asie:  2008, 2010